# Уго Гамбор
Уго Гамбор (фр. Hugo Gambor, нар. 30 грудня 2002, Блуа, Франція) — центральноафриканський футболіст, центральний захисник бельгійського клубу «Гент» та національної збірної ЦАР.

## Ігрова кар'єра

### Клубна
Уго Гамбор починав займатися футболом в команді зі свого рідного міста Блуа. У 2019 році він почав свою дорослу кар'єру в резервній команді клубу «Орлеан». В червні 2020 року футболіст підписав перший професійний контракт зі столичним клубом «Париж», де також два сезони провів у другій команді в Національній лізі.
Влітку 2022 року Гамбор перейшов до «Дюнкерка», з яким вже у дебютному сезоні вийшов до другої французької ліги.
В січні 2024 року Гамбор приєднався до бельгійського клубу «Гент», з яким підписав контракт на  три з половиною роки.

### Збірна
В січні 2020 року Уго Гамбор викликався на тренувальний збір юнацької збірної Франції.
В серпні 2023 року футболіст прийняв рішення виступати за національну збірну Центральноафриканської Республіки. 5 вересня 2024 року у матчі відбору до Кубку африканських націй проти команди Лесото Гамбор дебютував у складі збірної ЦАР.